# 中央直轄市
中央直轄市（ちゅうおうちょっかつし、ベトナム語：Thành phố trực thuộc Trung ương / 城庯直屬中央?）は、ベトナムの地方行政区画において、政府の管轄を直接受ける市。
同国の省には属さず、省と同格の行政区分の名称である。
市にはこのほかに省に管轄される「省直轄市」がある。

## 概説
現在、ベトナムには中央直轄市が首都を含み6市ある。
- ハノイ市 (首都) - 12郡、1市社、17県。特級。紅河デルタ地方。
- ホーチミン市 - 16郡、1市、5県。特級。東南部地方。
- ダナン市 - 6郡、2県。1級。南中部地方。
- ハイフォン市 - 8郡、1市、6県。1級。紅河デルタ地方。
- カントー市 - 5郡、4県。1級。メコンデルタ地方。
- フエ市 - 2郡、3市社、4県。1級。北中部地方。

## 中央直轄市に候補のある省
- ダクラク省は、新しいダクラク省とバンメトート中央直轄市に分割予定
- その他、4省の名もあがっている。 
  - ビンズオン省 (2015-2020年)
  - カインホア省 (2015年)
  - クアンニン省 (2020年)
  - タイグエン省 (2020年)